# Yeshayahu A. Jelinek
Yeshayahu Andrej Jelinek (geboren als Ješajahu Andrej Jelínek am 16. Juli 1933 in Prievidza, Tschechoslowakei; gestorben 21. Dezember 2016 in Beʾer Scheva) war ein israelischer Historiker. 

## Leben
Jelinek wurde 1933 in der heutigen Slowakei geboren. 1949 wanderte die Familie nach Israel aus. 1951 bis 1953 diente er in der Armee. Später studierte er Geschichte, Soziologie und zeitgenössisches Judentum an der Hebräischen Universität Jerusalem und schloss 1963 mit dem Magister ab. 1966 wurde er an der Indiana University Bloomington promoviert, die Dissertation verfasste er auf Slowakisch. 
Seit 1966 lehrte er an verschiedenen Universitäten, zunächst bis 1969 als Visiting Assistant Professor an der Universität Colorado in Denver und der University of Minnesota. Später lehrte er an der Universität Haifa, der Hebräischen Universität Jerusalem, der New Yorker Columbia University, der Denison University in Granville (Ohio), der Ben-Gurion-Universität im Negev und dem HaNegev College in Schaʿar HaNegev. 
Seit 1988 war er Gastprofessor und Gastwissenschaftler unter anderem an der Universität Hamburg, der Hochschule für Jüdische Studien in Heidelberg, der Carl von Ossietzky Universität Oldenburg, dem Simon-Dubnow-Institut in Leipzig und dem Herder-Institut in Marburg. 
Er publizierte auf Englisch, Slowakisch und Deutsch zu den deutsch-israelischen Beziehungen und zur Geschichte der Juden in der Slowakei.

## Veröffentlichungen
- Deutschland und Israel 1945–1965. Ein neurotisches Verhältnis. Institut für Zeitgeschichte, R. Oldenbourg, München 2004, ISBN 3-486-56764-0 (Volltext digital verfügbar).
- Carpathian diaspora: The Jews of Subcarpathien Rus and Mukachevo. Columbia University Press, New York 2008, ISBN 978-0880336192.

## Quelle
- Alexander Korb: Yeshayahu A. Jelinek (1933–2016), Pioneer Historian of Central Europe and the Holocaust. In: Yad Vashem Studies 45/1 (2017), S. 1–6.
- Udo Wengst: Vorwort zu: Yeshayahu A. Jelinek: Deutschland und Israel 1945–1965. Ein neurotisches Verhältnis. Institut für Zeitgeschichte, R. Oldenbourg, München 2004, ISBN 3-486-56764-0, S. 13–15.

| Personendaten    | Personendaten                                                                          |
| ---------------- | -------------------------------------------------------------------------------------- |
| NAME             | Jelinek, Yeshayahu A.                                                                  |
| ALTERNATIVNAMEN  | Jelinek, Yeshayahu Andrej (vollständiger Name); Jelínek, Ješajahu Andrej (Geburtsname) |
| KURZBESCHREIBUNG | israelischer Historiker                                                                |
| GEBURTSDATUM     | 16. Juli 1933                                                                          |
| GEBURTSORT       | Prievidza                                                                              |
| STERBEDATUM      | 21. Dezember 2016                                                                      |
| STERBEORT        | Beʾer Scheva                                                                           |